# Kràsna Zorià (Crimea)
|  | Per a altres significats, vegeu «Kràsnaia Zarià». |

Kràsna Zorià (en (ucraïnès): Красна Зоря) és un poble de la República Autònoma de Crimea a Ucraïna, que el 2014 tenia 323 habitants. Pertany al districte de Bakhtxissarai. Fins al 1945 la vila es deia Akxeikh.

## Població
Segons les dades del 2001 la composició de la població de la vila de Kràsnaia Zarià d'acord amb la llengua que empren és la següent:
| Llengua  | %     |
| -------- | ----- |
| Rus      | 78,51 |
| Tàtar    | 10,32 |
| Ucraïnès | 9,74  |
| Altres   | 0,29  |